# Cup of Russia de 2004
Cup of Russia de 2004 foi a nona edição da Cup of Russia, um evento anual de patinação artística no gelo organizado pela Federação de Patinação Artística da Rússia (em russo:  Федерация фигурного катания на коньках Росси), e que fez parte do Grand Prix de 2004–05. A competição foi disputada entre os dias 25 de novembro e 28 de novembro, na cidade de Moscou, Rússia.

## Eventos
- Individual masculino
- Individual feminino
- Duplas
- Dança no gelo

## Medalhistas
| Evento                        | Ouro                                      | Prata                                       | Bronze                                       |
| Individual masculino detalhes | Evgeni Plushenko · Rússia                 | Johnny Weir · Estados Unidos                | Zhang Min · China                            |
| Individual feminino detalhes  | Irina Slutskaya · Rússia                  | Shizuka Arakawa · Japão                     | Júlia Sebestyén · Hungria                    |
| Duplas detalhes               | Zhang Dan · Zhang Hao · China             | Julia Obertas · Sergei Slavnov · Rússia     | Aliona Savchenko · Robin Szolkowy · Alemanha |
| Dança no gelo detalhes        | Tatiana Navka · Roman Kostomarov · Rússia | Elena Grushina · Ruslan Goncharov · Ucrânia | Federica Faiella · Massimo Scali · Itália    |

## Resultados

### Individual masculino
| Pos.              | Nome                 | Nacionalidade  | Pontos | PC         | PL         |
| ----------------- | -------------------- | -------------- | ------ | ---------- | ---------- |
| Medalha de ouro   | Evgeni Plushenko     | Rússia         | 233.45 | 74.95 (1)  | 158.50 (1) |
| Medalha de prata  | Johnny Weir          | Estados Unidos | 207.99 | 71.25 (2)  | 136.74 (2) |
| Medalha de bronze | Zhang Min            | China          | 186.04 | 61.48 (6)  | 124.56 (3) |
| 4                 | Shawn Sawyer         | Canadá         | 176.74 | 63.32 (3)  | 113.42 (4) |
| 5                 | Evan Lysacek         | Estados Unidos | 172.45 | 61.95 (4)  | 110.50 (6) |
| 6                 | Andrei Lezin         | Rússia         | 167.75 | 55.17 (7)  | 112.58 (5) |
| 7                 | Andrei Griazev       | Rússia         | 166.56 | 61.86 (5)  | 104.70 (8) |
| 8                 | Sergei Davydov       | Bielorrússia   | 158.85 | 50.55 (9)  | 108.30 (7) |
| 9                 | Anton Kovalevski     | Ucrânia        | 146.11 | 48.25 (10) | 97.86 (9)  |
| 10                | Aidas Reklys         | Lituânia       | 127.03 | 41.69 (11) | 85.34 (10) |
| WD                | Kevin van der Perren | Bélgica        | —      | 54.83 (8)  | — (WD)     |

### Individual feminino
| Pos.              | Nome               | Nacionalidade  | Pontos | PC         | PL         |
| ----------------- | ------------------ | -------------- | ------ | ---------- | ---------- |
| Medalha de ouro   | Irina Slutskaya    | Rússia         | 183.02 | 61.12 (1)  | 121.90 (1) |
| Medalha de prata  | Shizuka Arakawa    | Japão          | 155.52 | 56.70 (3)  | 98.82 (3)  |
| Medalha de bronze | Júlia Sebestyén    | Hungria        | 155.06 | 56.08 (4)  | 98.98 (2)  |
| 4                 | Elena Sokolova     | Rússia         | 147.94 | 51.18 (5)  | 96.76 (4)  |
| 5                 | Annette Dytrt      | Alemanha       | 136.20 | 49.62 (6)  | 86.58 (6)  |
| 6                 | Galina Maniachenko | Ucrânia        | 136.16 | 49.32 (7)  | 86.84 (5)  |
| 7                 | Carolina Kostner   | Itália         | 128.92 | 57.50 (2)  | 71.42 (10) |
| 8                 | Liu Yan            | China          | 119.60 | 38.00 (11) | 81.60 (8)  |
| 9                 | Daria Timoshenko   | Azerbaijão     | 116.74 | 34.86 (12) | 81.88 (7)  |
| 10                | Jennifer Kirk      | Estados Unidos | 114.54 | 39.18 (10) | 75.36 (9)  |
| 11                | Tatiana Basova     | Rússia         | 108.26 | 41.94 (8)  | 66.32 (12) |
| 12                | Elina Kettunen     | Finlândia      | 106.74 | 40.10 (9)  | 66.64 (11) |

### Duplas
| Pos.              | Nome                                   | Nacionalidade  | Pontos | PC         | PL         |
| ----------------- | -------------------------------------- | -------------- | ------ | ---------- | ---------- |
| Medalha de ouro   | Zhang Dan / Zhang Hao                  | China          | 167.70 | 57.56 (1)  | 110.14 (1) |
| Medalha de prata  | Julia Obertas / Sergei Slavnov         | Rússia         | 158.92 | 56.46 (2)  | 102.46 (2) |
| Medalha de bronze | Aliona Savchenko / Robin Szolkowy      | Alemanha       | 151.38 | 49.18 (7)  | 102.20 (3) |
| 4                 | Jennifer Don / Jonathon Hunt           | Estados Unidos | 149.38 | 55.58 (3)  | 93.80 (5)  |
| 5                 | Tatiana Volosozhar / Stanislav Morozov | Ucrânia        | 148.18 | 49.46 (6)  | 98.72 (4)  |
| 6                 | Maria Mukhortova / Maxim Trankov       | Rússia         | 130.66 | 49.54 (5)  | 81.12 (8)  |
| 7                 | Tiffany Scott / Philip Dulebohn        | Estados Unidos | 128.84 | 42.92 (10) | 85.92 (6)  |
| 8                 | Elizabeth Putnam / Sean Wirtz          | Canadá         | 128.74 | 44.98 (9)  | 83.76 (7)  |
| 9                 | Natalia Shestakova / Pavel Lebedev     | Rússia         | 128.34 | 48.06 (8)  | 80.28 (9)  |
| WD                | Dorota Zagorska / Mariusz Siudek       | Polônia        | —      | 52.08 (9)  | — (WD)     |

### Dança no gelo
| Pos.              | Nome                               | Nacionalidade    | Pontos | DC         | DO         | DL         |
| ----------------- | ---------------------------------- | ---------------- | ------ | ---------- | ---------- | ---------- |
| Medalha de ouro   | Tatiana Navka / Roman Kostomarov   | Rússia           | 223.14 | 44.69 (1)  | 66.77 (1)  | 111.68 (1) |
| Medalha de prata  | Elena Grushina / Ruslan Goncharov  | Ucrânia          | 208.87 | 39.83 (2)  | 63.23 (2)  | 105.81 (2) |
| Medalha de bronze | Federica Faiella / Massimo Scali   | Itália           | 191.27 | 35.42 (4)  | 56.94 (3)  | 98.91 (3)  |
| 4                 | Oksana Domnina / Maxim Shabalin    | Rússia           | 187.51 | 36.79 (3)  | 54.19 (4)  | 96.53 (4)  |
| 5                 | Sinead Kerr / John Kerr            | Reino Unido      | 166.13 | 30.75 (5)  | 48.85 (5)  | 86.53 (6)  |
| 6                 | Natalia Gudina / Alexei Beletski   | Israel           | 166.02 | 30.60 (6)  | 47.84 (6)  | 87.58 (5)  |
| 7                 | Jana Khokhlova / Sergei Novitski   | Rússia           | 156.15 | 29.76 (7)  | 44.99 (7)  | 81.40 (7)  |
| 8                 | Nozomi Watanabe / Akiyuki Kido     | Japão            | 150.61 | 27.17 (8)  | 43.56 (8)  | 79.88 (8)  |
| 9                 | Alexandra Kauc / Michał Zych       | Polônia          | 140.43 | 25.44 (9)  | 41.58 (9)  | 73.41 (9)  |
| 10                | Diana Janostakova / Jiri Prochazka | República Tcheca | 131.91 | 24.56 (10) | 39.01 (10) | 68.34 (10) |
| 11                | Kendra Goodwin / Brent Bommentre   | Estados Unidos   | 128.17 | 23.68 (11) | 36.27 (11) | 68.22 (11) |

## Quadro de medalhas
| Ordem | País           | Medalha de ouro | Medalha de prata | Medalha de bronze |    | Ordem por total |
| ----- | -------------- | --------------- | ---------------- | ----------------- | -- | --------------- |
| 1     | Rússia         | 3               | 1                |                   | 4  | 1               |
| 2     | China          | 1               |                  | 1                 | 2  | 2               |
| 3     | Estados Unidos |                 | 1                |                   | 1  | 3               |
| 3     | Japão          |                 | 1                |                   | 1  | 3               |
| 3     | Ucrânia        |                 | 1                |                   | 1  | 3               |
| 6     | Alemanha       |                 |                  | 1                 | 1  | 3               |
| 6     | Hungria        |                 |                  | 1                 | 1  | 3               |
| 6     | Itália         |                 |                  | 1                 | 1  | 3               |
| TOTAL | TOTAL          | 4               | 4                | 4                 | 12 | —               |